# Achille Starace
Achille Starace (Sannicola, 18 agosto 1889 – Milano, 29 aprile 1945) è stato un generale, politico e dirigente sportivo italiano.
Fu per otto anni (dal 1931 al 1939) segretario del Partito Nazionale Fascista, presidente del Comitato olimpico nazionale italiano, commissario straordinario della Lega navale italiana, luogotenente generale della Milizia volontaria per la sicurezza nazionale. Condannato a morte dopo un sommario processo alla caduta della Repubblica Sociale Italiana, fu fucilato dai partigiani e appeso a piazzale Loreto a Milano, insieme ai corpi di Mussolini e Claretta Petacci.

## Biografia
Nato a Sannicola (LE), all'epoca frazione di Gallipoli. Suo padre, Luigi, era il discendente di una storica famiglia di armatori napoletani, di Castellammare di Stabia, trapiantati a Gallipoli, nei cui cantieri prese vita la nave scuola Amerigo Vespucci. Sua madre era la baronessa Francesca Vetromile di Palmireto, proprietaria terriera. 
Il padre possedeva un palazzo in via canonico Carmine Fontò a Gallipoli e una villa a Sannicola detta Villa Excelsa dal tipo di palma presente nel parco, oltre a svariati ettari di terreno. Nella biografia di Starace, Antonio Spinosa scrisse: "Bastava un fischio per raccogliere intorno a sé, sul sagrato della cattedrale barocca di Sant'Agata, una masnada di ragazzacci pronti a menar le mani. Torace e muscoli d'acciaio, li vinceva tutti nella corsa intorno ai bastioni, era chiamato il "pieveloce", li batteva nella lotta e nel braccio di ferro. Era un discolo che amava più la strada e il mare che le ombrose stanze del palazzo paterno di via Fontò o i banchi della scuola. Buttava i libri in un angolo della sua cameretta, lasciava il ginnasio per la ginnastica, cui si dedicava con tutta l'anima." Rinunciò agli studi a Venezia per intraprendere la carriera militare, raggiungendo in breve il grado di sottotenente.

### L'episodio del Caffè Biffi e la Grande Guerra
Il giovane Starace, che per tutta la sua carriera politica si caratterizzò per una violenta irruenza e l'amore per gesti plateali, già nell'agosto 1914, mentre era seduto al caffè Biffi di Milano, ingaggiò una rissa contro manifestanti pacifisti, che portando al collo dei fazzoletti rossi e sventolando bandiere rosse, sfilavano nella Galleria gridando slogan contro la guerra. Starace, afferrata l'asta di una bandiera la spezzò e con quella li aggredì gridando loro: "Traditori d'Italia, non permetteremo che facciate dell'Italia una Svizzera di albergatori e di camerieri". I giornali diedero ampio risalto alla notizia.
Partecipò alla prima guerra mondiale come bersagliere, agli ordini del colonnello (poi generale) Sante Ceccherini. Nel corso del conflitto ottenne la promozione a ufficiale nel 12º Reggimento bersaglieri oltre a una Medaglia d'argento al valore militare, quattro di bronzo, due croci al valor militare, oltre a numerosi riconoscimenti anche dall'esercito francese.
Caduto il regime, un suo commilitone (che rimase anonimo) il 25 settembre 1943 consegnò un memoriale a un fiduciario della polizia politica contestando la legittimità della concessione della medaglia d'argento. Tuttavia, per la tempistica e la modalità di tale denuncia esistono diversi dubbi su questa vicenda. Inoltre (come rileva Antonio Spinosa nella sua biografia) Starace ottenne la medaglia d'argento non per l'episodio ricordato dall'informatore, bensì per un'azione di portaordini sul Veliki.
Il suo comandante, il generale Ceccherini, era massone e Starace venne affiliato alla Massoneria il 15 marzo 1917 nella Loggia "La Vedetta" di Udine, venendo promosso compagno d'arte e maestro il 6 agosto 1917, come ricorda Vittorio Gnocchini nella voce dedicata a Starace in L'Italia dei Liberi Muratori. Nonostante l'avversione dichiarata dal regime fascista alla Massoneria, Starace vi mantenne probabilmente l'affiliazione, come gli imputò ancora nel 1938 Padre Pietro Tacchi Venturi.
Si sposò presto, lasciando la moglie sempre a Gallipoli per il seguito della carriera.

### Il primo dopoguerra e gli scontri in Alto Adige
Nel primo dopoguerra Starace divenne un fedelissimo di Benito Mussolini, dal quale ricevette l'incarico di radicare il fascismo nel Trentino-Alto Adige e nelle Venezie, dove si trovava anche Roberto Farinacci. Negli anni del primo dopoguerra (1920) fu perciò fondatore del Fascio di Trento. Il programma politico di Starace a Trento e Bolzano prevedeva una forte italianizzazione dei nuovi territori acquisiti all'Italia e la destituzione di tutti i sindaci eletti sotto il precedente governo asburgico. Irriducibile avversario di Starace fu il borgomastro di Bolzano Julius Perathoner, il quale non nascondeva i suoi sentimenti pangermanisti e il desiderio di ricongiungere l'Alto Adige al Tirolo austriaco. Più volte Perathoner si rifiutò di esporre il tricolore italiano sugli edifici pubblici e per contrastare l'entrata in circolazione della Lira italiana fece stampare banconote con il valore espresso in Corone, in modo da richiamare la Corona austro-ungarica.
Il 24 aprile 1921, in occasione della Fiera campionaria di Bolzano, avvennero scontri tra sud-tirolesi e fascisti nel corso dei quali fu ucciso da uno squadrista un maestro elementare che accompagnava i suoi scolari durante una processione tradizionale in occasione della fiera; ci furono 66 feriti. Due fascisti furono tratti in arresto, ma mai processati: anche il tentativo della vedova di avere giustizia o almeno il pagamento dei danni dopo la caduta del fascismo e la fine della guerra non ebbe alcun esito, perché a suo tempo la pratica era stata "insabbiata", come riporta Romano Bracalini. Questi scontri passarono alla storia come "Domenica di sangue".
Nell'ottobre 1921, al Congresso di Roma, Starace fu nominato vicesegretario del Partito Nazionale Fascista, carica che mantenne fino all'ottobre del 1923.
Il 2 ottobre 1922 le squadre di Starace occuparono il municipio di Bolzano, imponendo l'affissione di un ritratto di re Vittorio Emanuele III. Il giorno dopo occuparono anche il palazzo della Provincia, obbligando il governatore Luigi Credaro alle dimissioni. Dopo due giorni di occupazione, i fascisti consegnarono l'edificio alle autorità italiane con una cerimonia che prevedeva gli onori ai gagliardetti fascisti da parte dei militari.

### La marcia su Roma
Starace partecipò alla marcia su Roma stabilendo il proprio quartier generale a Verona, dove aveva il compito di occupare tutti i principali centri di potere della città (questura, prefettura, poste, telegrafo e la sede del quotidiano Corriere del Mattino). Dopo l'azione eversiva nella città veneta gli squadristi di Starace si diressero a Milano.

### Il fascismo al potere
Nel 1923 a Starace viene affidato l'incarico di creare la Milizia volontaria per la sicurezza nazionale (MVSN) di cui Starace sarebbe divenuto luogotenente generale. Nell'ottobre 1923 lasciò l'incarico di vicesegretario nazionale del partito per assumere quello di comandante della Milizia di Trieste. Alle elezioni politiche italiane del 1924 fu eletto deputato nel collegio di Sannicola, ma compresso nella sua regione d'origine da Caradonna e Crollalanza, aveva perso alla lunga la sua base locale e non era più molto radicato sul territorio.
Inoltre la costituzione (1923 e 1927) delle due nuove province di Taranto e Brindisi, a danno della Lecce di Starace, era un fattore di un suo ulteriore indebolimento politico. Starace ritornò alla vicesegreteria del partito nel 1926. Il 18 dicembre 1928 Starace fu inviato a Milano per controllarne la federazione, sospettata di illeciti. In seguito alle indagini emersero precise responsabilità del podestà di Milano Ernesto Belloni che fu inizialmente sospeso a tempo indeterminato dal partito, poi fu espulso e condannato a cinque anni di confino. Lo scandalo travolse anche il federale di Milano Mario Giampaoli che fu destituito. Starace non mancò di far valere sul piano nazionale l'azione compiuta a Milano. Così il 19 maggio 1929 Starace ne comunicava a Mussolini l'esito:
(Dalla lettera inviata da Starace al Duce, al termine delle indagini svolte a Milano 19 maggio 1929)

### Segretario del PNF

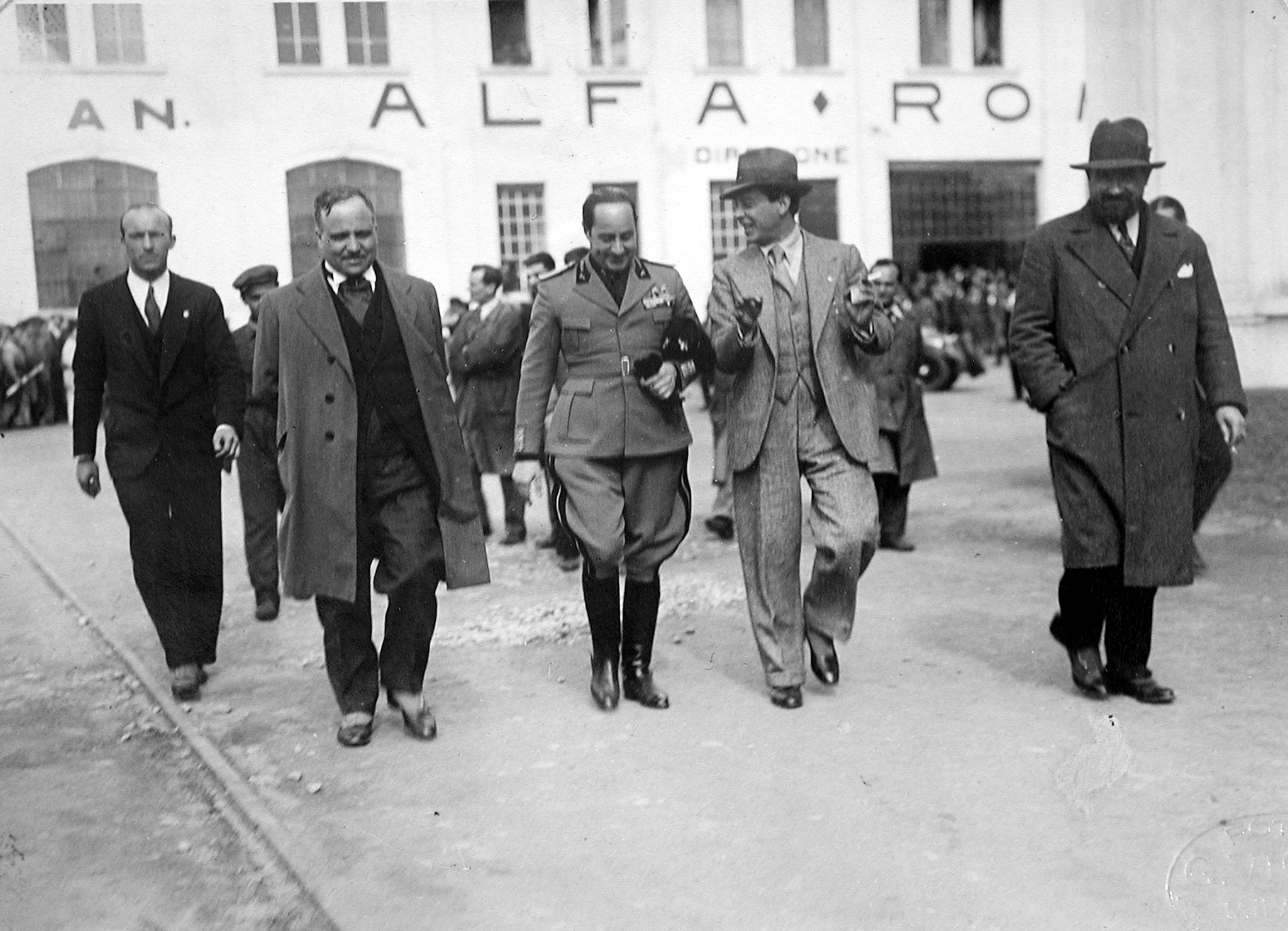
Starace (al centro) e Italo Balbo (primo da destra) all'Alfa Romeo.

La sua fedele acquiescenza nei confronti di Mussolini gli consentì di fare carriera: il 7 dicembre 1931 fu nominato segretario nazionale del partito fascista, sostituendo Giovanni Battista Giuriati anche se ciò comportò obiezioni.
In questa veste operò per diffondere una capillare presenza del partito nella vita della società, cercando di coinvolgere nella fascistizzazione una parte più vasta dei ceti della media e bassa borghesia e settori delle masse popolari. Organizzazioni e manifestazioni politico-sportive furono da lui caldeggiate e promosse per inquadrare «fascisticamente» i cittadini, dalla scuola elementare all'università, al dopolavoro. Il suo insistere sulla continua esibizione di uniformi e sulla pratica callistenica e ginnica (viste come fondamento del motto latino mens sana in corpore sano) lo rese celebre ma anche considerato all'interno stesso del partito con ironia e dileggio.
Al fine di fascistizzare anche le organizzazioni giovanili, Starace portò sotto il controllo diretto del PNF sia l'Opera nazionale balilla che era diretta da Renato Ricci; sia i fasci giovanili che furono sciolti e fatti confluire nella nuova Gioventù italiana del littorio (GIL) intorno alla quale si stringevano i figli della lupa e le giovani italiane.
Alla fine di agosto 1932, Starace a bordo di un'auto raggiunse la residenza di Mussolini a Villa Carpegna senza essere identificato dal servizio di sicurezza. Il fatto rimarcò un dissidio fra Starace e l'Arma dei carabinieri. Fu anche presidente del Comitato olimpico nazionale italiano, dal 1933 al 1939, in un periodo in cui il movimento sportivo era utilizzato dal regime per fini propagandistici.
Un autorevole storico come Renzo De Felice ha valutato con severità il ruolo storico di Starace quale segretario del PNF:
(Renzo De Felice)

### Guerra d'Etiopia

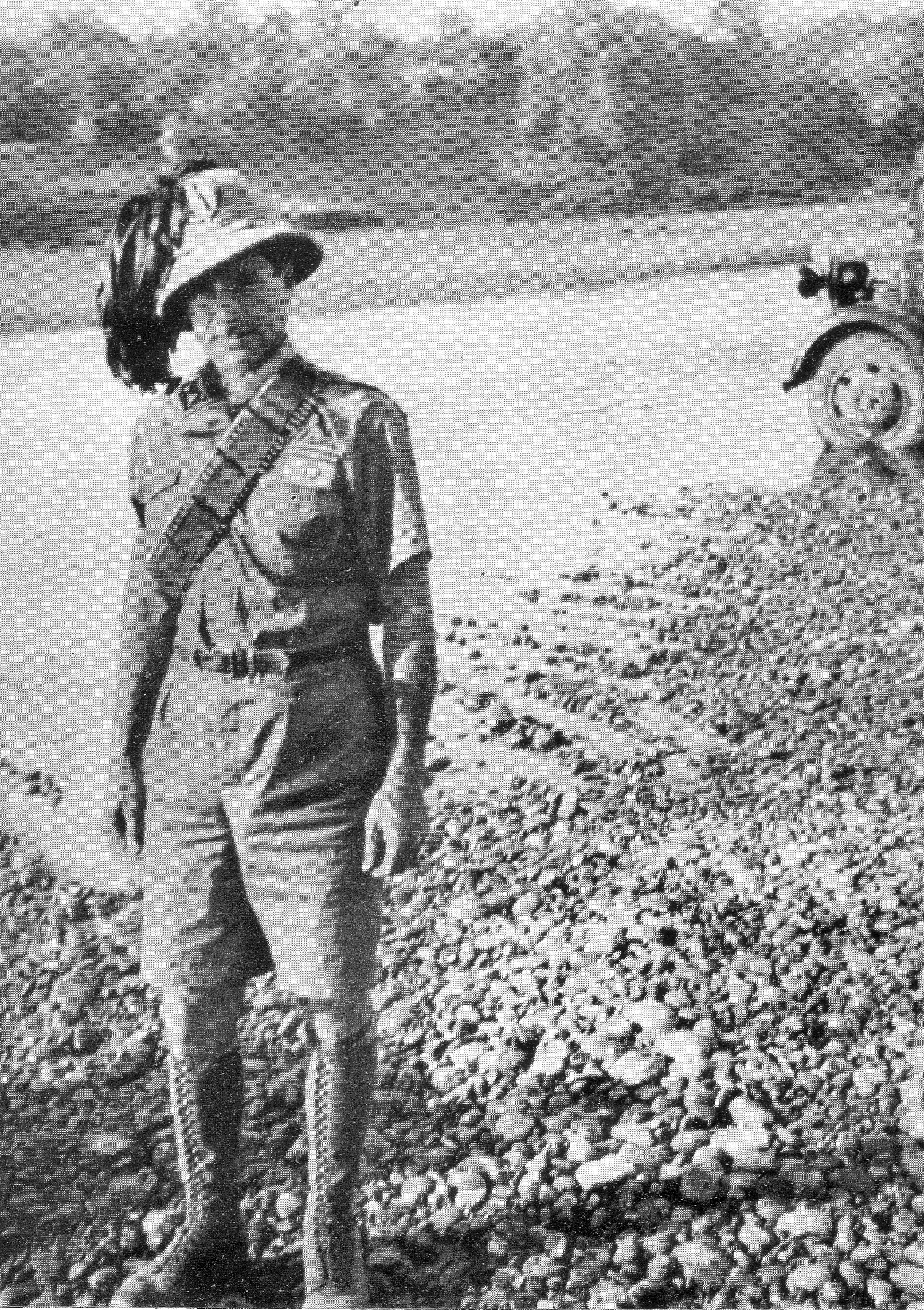
Achille Starace in Africa Orientale in divisa da bersagliere

Mussolini inviò Starace in Etiopia il più tardi possibile. La spiegazione più probabile per il ritardo è che Mussolini, pur desideroso di evidenziare una valida capacità militare delle formazioni fasciste, non volesse turbare il delicato equilibrio fra le forze armate filomonarchiche e le forze militari di partito.
A marzo Starace partì infine per l'Abissinia raggiungendo Asmara. Il 15 marzo 1936 Starace ripartì alla volta di Gondar alla testa di una colonna motorizzata, composta in prevalenza da camicie nere e bersaglieri occupando la città il 1º aprile. La colonna guidata da Starace proseguì la sua marcia su Gorgorà raggiungendo il lago Tana e poi Bahar Dar.
Su questa impresa Starace scrisse al ritorno in Italia un'opera intitolata La marcia su Gondar. L'opera staraciana pur ottenendo un notevole successo non godette della prefazione di Mussolini, che toccò invece alla Guerra d'Etiopia del maresciallo Pietro Badoglio. Raccolse comunque l'apprezzamento di Gabriele D'Annunzio, che glielo fece pervenire per lettera il 28 febbraio del 1937 e che fu pubblicato sul Corriere della Sera.
Dal 1937 Starace, come segretario del partito, ebbe il rango di Ministro.

### Il declino politico
Nel 1939 il consenso al regime appariva in calo (causa secondo gli storici ne erano le restrizioni suntuarie, le prospettive di guerra, l'alleanza con i tedeschi, già nemici nella Guerra del '15-'18). Fra le decisioni di Mussolini per rafforzare partito e regime vi fu l'allontanamento di Starace dal ruolo di Segretario. Il 29 ottobre 1939 Mussolini comunica a Starace la sua destituzione e l'assegnazione alla Milizia volontaria per la sicurezza nazionale come Capo di stato maggiore.
Forse l'allontanamento di Starace fu il tentativo da parte di Mussolini di ritrovare il consenso della piccola borghesia, base sociale del regime, che vedeva sempre più allarmata crescere la tentazione della guerra.

Starace salta nel cerchio di fuoco allo Stadio dei Marmi, a Roma, nel 1938.

Più recentemente anche lo storico Roberto Festorazzi avanzò il dubbio che difficilmente Starace avrebbe potuto essere allontanato dalla segreteria a causa di un atteggiamento filotedesco, essendo questo diventato l'indirizzo della politica estera italiana, e che forse i motivi potessero essere altri.
Il 21 dicembre 1940 Puntoni, aiutante del re, riceve il colonnello Amé, capo del SIM, che gli accenna a frequenti rapporti fra Ciano, Farinacci, e Starace: "...lascerebbero credere a una cospirazione antimonarchica" Vera o no che fosse quest'ultima ipotesi, Farinacci si distingue per le accuse a Badoglio (notoriamente dalla parte del sovrano) in relazione all'attacco alla Grecia, e critico per la condotta bellica contro i greci sarebbe stato anche Starace; Farinacci fu anche l'unico - fra gli uomini di spicco del fascismo - a difendere Starace dopo la sua caduta politica.
Arrivato sul fronte greco, Starace partecipò alla Campagna italiana di Grecia dove nel 1941 fu ferito e rimpatriato. Il 16 maggio 1941 fu rimosso dall'incarico di capo di stato maggiore della Milizia volontaria per la sicurezza nazionale, con comunicazione giunta da Mussolini tramite lettera. Le ragioni politiche del drastico allontanamento di Starace da ogni carica di rilievo debbono essere tuttora chiarite in sede storica: all'epoca si ipotizzarono alcuni commenti negativi relativi alle deficienze dell'esercito italiano palesatesi nell'invasione della Grecia.

### Gli ultimi anni
Nell'agosto 1943 il capo della polizia Senise fece arrestare Starace, che fu condotto al Forte Boccea (probabilmente per la sua qualità di alto ufficiale della milizia), venendo rilasciato poco tempo dopo. Il 23 agosto 1943 sono arrestati Muti, Bottai, Galbiati e Teruzzi, accusati di avere collegamenti sospetti con l'ambasciata tedesca. Dopo l'8 settembre del 1943 aderì alla Repubblica Sociale Italiana, nella quale tuttavia restò emarginato da ogni incarico politico di rilievo, tanto da dover consumare i suoi pasti da solo nelle mense di guerra.
Mussolini, anzi, si stancò presto delle sue lagnanze, espresse in missive inviate quasi quotidianamente come al tempo in cui, da segretario del Partito, inviava giornalieri rapporti. Con il sospetto che fosse invischiato in qualche oscura trama massonica insieme a Badoglio, Starace fu arrestato ed internato nella prigione degli Scalzi di Verona per oltre sei mesi. Dopo la sua liberazione, Mussolini diede ordine che non gli fosse consentito avvicinarlo (disse testualmente: "Se si presenta ancora qui buttatelo giù per le scale") e che non gli venissero inoltrate le lettere che Starace proseguiva a scrivere.
Starace restò quindi politicamente isolato e privo di grandi risorse economiche, in un modesto appartamento di Milano sito in piazzale Libia dove si coltivava un piccolo orto, sostenuto economicamente dalla figlia e dalla Federazione fascista di Milano. In questo periodo crea una società d'affari immobiliari, la Glaxo, ma l'iniziativa fallisce perché il suo nome è molto inviso, tant'è che i suoi due nipoti, figli del suo unico rampollo maschio Luigi, lo cambieranno in “Viola”, nome della madre.

### La fucilazione

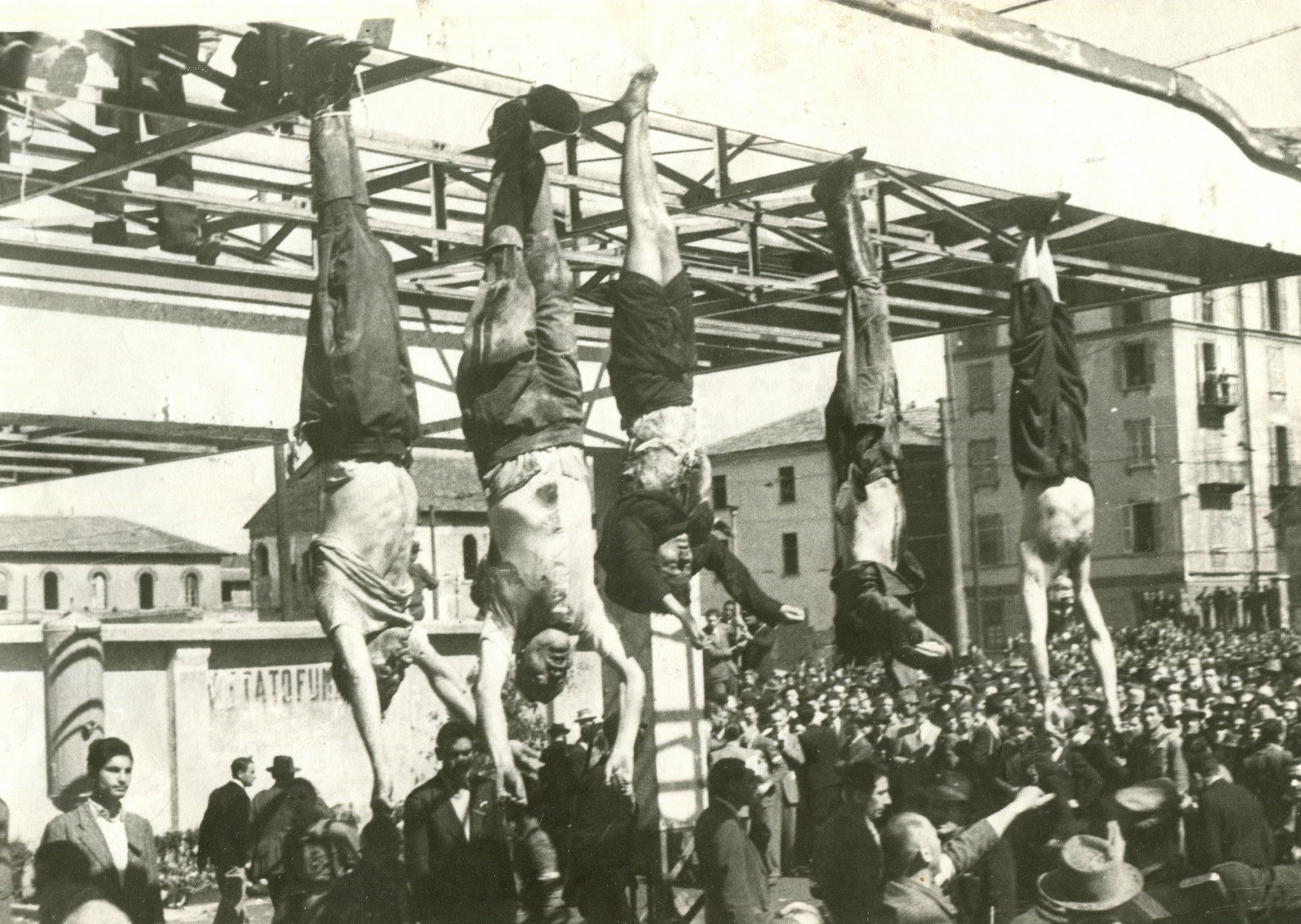
Il corpo senza vita di Benito Mussolini accanto a quello della sua compagna Claretta Petacci e a quelli di altri gerarchi fascisti fucilati, esposti a Milano il 29 aprile 1945, in piazzale Loreto, nello stesso luogo in cui i fascisti avevano fucilato alcuni partigiani. I corpi, da sinistra verso destra, sono quelli di: Nicola Bombacci, Benito Mussolini, Claretta Petacci, Alessandro Pavolini, Achille Starace

La mattina di domenica 29 aprile 1945 Starace, uscito di casa in tuta da ginnastica, si apprestava ai quotidiani esercizi quando, credendo di riconoscerlo, alcuni partigiani gli rivolsero la parola mentre si allontanava. "Starace, dove vai?" gli chiesero, per sentirsi rispondere placidamente: "Vado a prendere il caffè". Bloccato, l'ex gerarca venne condotto in un'aula del Politecnico dove venne sommariamente processato e condannato a morte per fucilazione. 

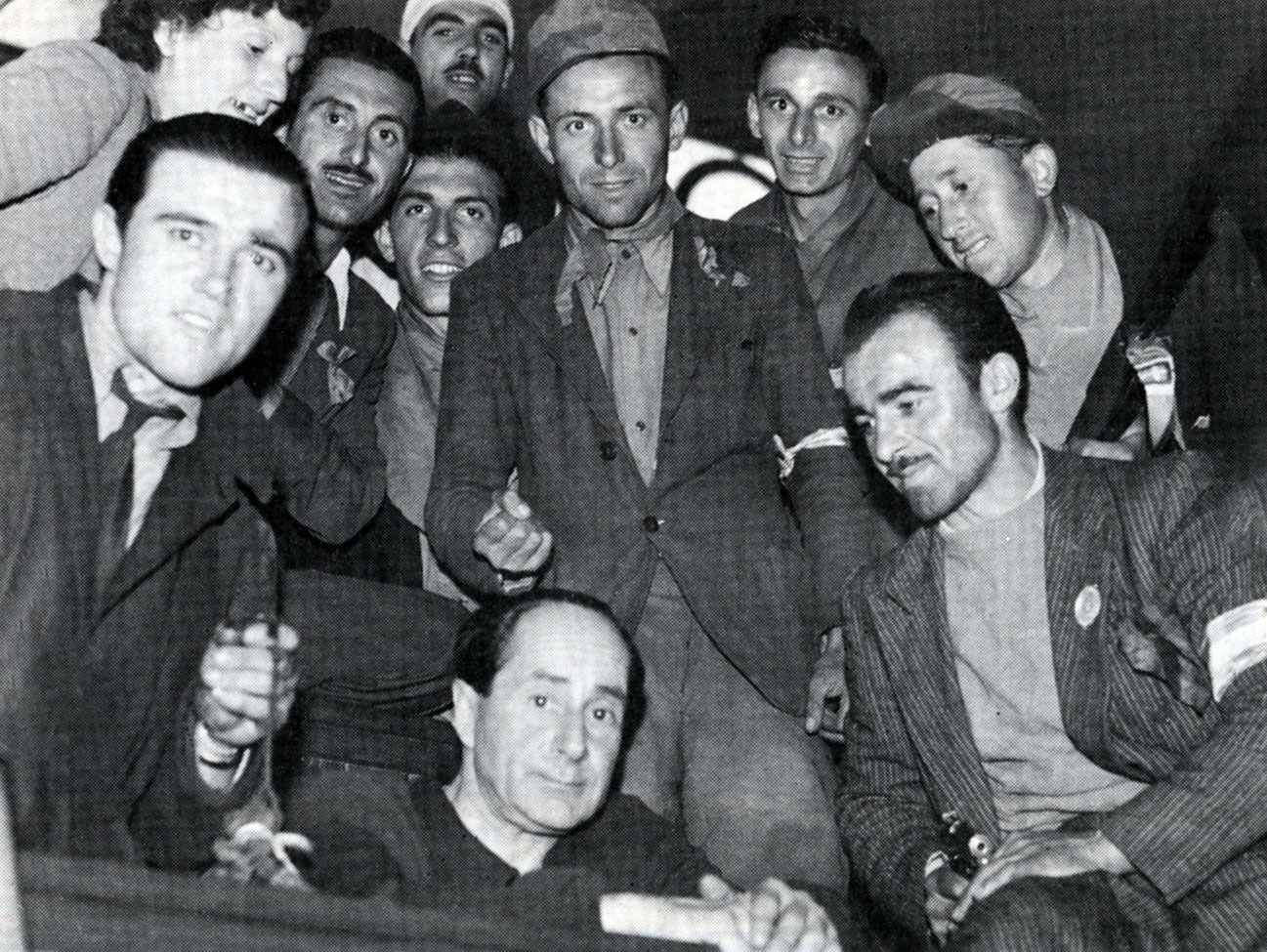
Achille Starace (seduto al centro), arrestato dai partigiani.

Venne trascinato fuori dall'aula e caricato su un autocarro scoperto, con il quale girò tutta la città, subendo una gogna pubblica: venne coperto di insulti, sputi e lanci di sassi e feci. Per l'esecuzione fu portato in piazzale Loreto dove nel frattempo erano stati appesi alla pensilina di una stazione di servizio i cadaveri di Mussolini, della Petacci e di altri gerarchi. Fu piazzato tra Mussolini e la Petacci, gridò: "Fate presto, invece di picchiare e di insultare un uomo che state per fucilare!", fece il saluto romano esclamando: "Viva il Duce, viva il Re!" prima di cadere fulminato dal plotone di esecuzione.
Il cadavere fu in seguito appeso insieme agli altri corpi. Nel 1953, dopo vari spostamenti da Milano a Lecce, il corpo fu finalmente inumato a Sannicola, nella Cappella di famiglia presso il cimitero comunale.

## Starace nella vita quotidiana italiana
Volute con convinzione da Starace, furono rese obbligatorie alcune pratiche quotidiane con le quali il fascismo (o perlomeno Starace) si proponeva di caratterizzare la vita pubblica degli italiani, diffuse attraverso i fogli d'ordine del PNF, raccolti 
poi dal giornalista Asvero Gravelli nel Vademecum di stile fascista.
Una delle più note è la sostituzione della stretta di mano (considerata una «mollezza» anglosassone) col saluto romano, codificato fin nell'angolatura del braccio teso, che doveva ergersi a 170 gradi dal busto, con le dita della mano tesa unite. La "vecchia" stretta di mano divenne un'usanza da perseguire, tanto che in uno dei suoi innumerevoli fogli scrisse: «"Dedito alla stretta di mano", ecco la nota caratteristica da segnare nella cartella personale di chi persista in questa esteriorità caratteristica di scarso spirito fascista.».
Seguirono l'uso del «voi» al posto del «lei» nella lingua parlata e scritta e l'obbligatorietà dell'uso della divisa al sabato (il «sabato fascista») e alle feste. Starace istituì anche, per i gerarchi del Partito, periodiche manifestazioni ginnico-acrobatiche che prevedevano per i partecipanti l'esibizione in esercizi di prestanza e agilità sul tipo del salto nel cerchio di fuoco.

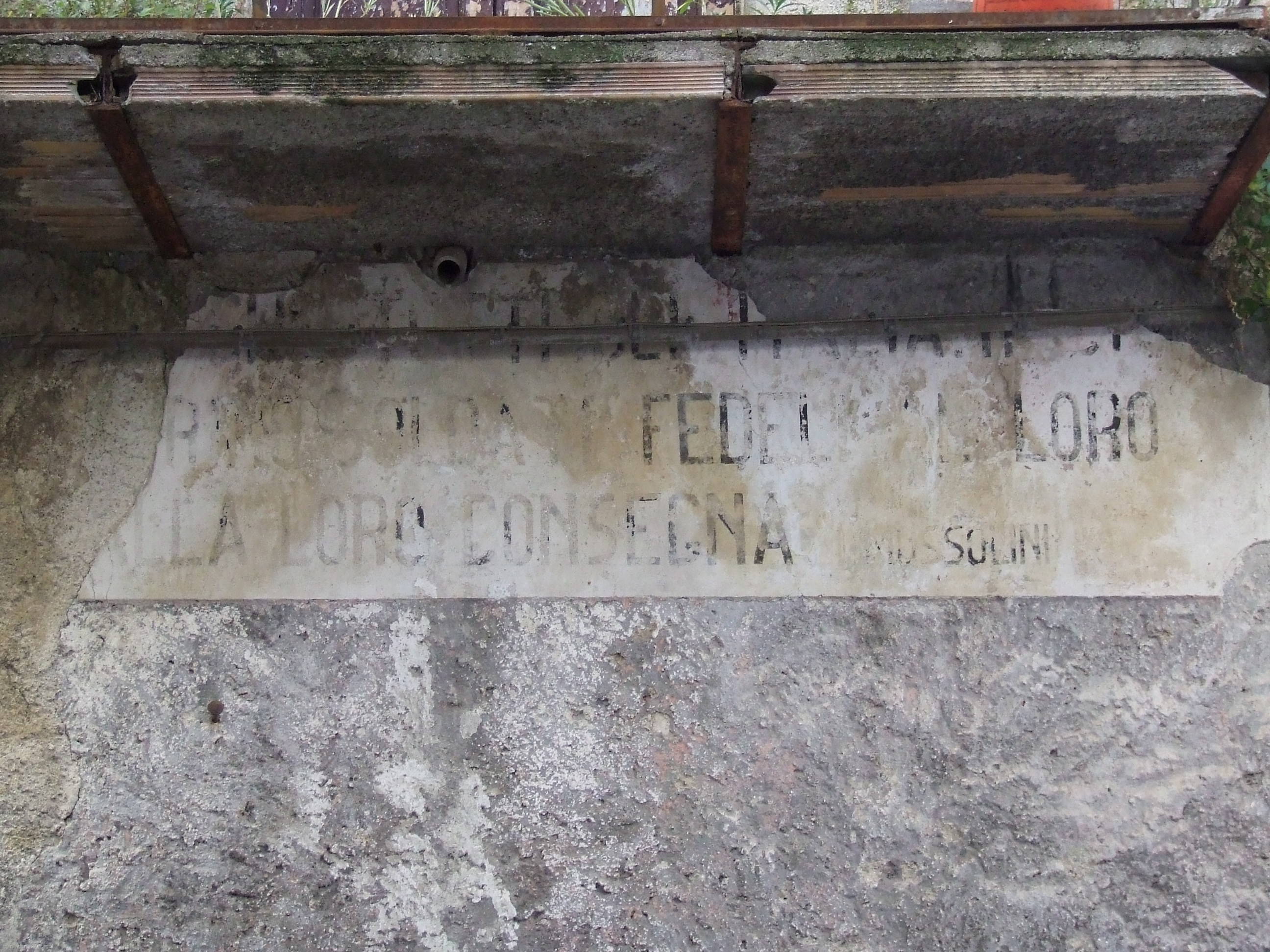
Motto fascista ancora parzialmente visibile su una casa di Caggiano

Stabilì le articolate forme del collettivo «saluto al Duce» (che lo stesso interessato avrebbe definito «una litania cui manca solo di risponder amen») e prescrisse che la parola «duce» si dovesse scrivere con tutte le lettere maiuscole.
Suggerì inoltre di decorare le facciate libere delle case con scritte riproducenti motti, slogan fascisti o il nome del duce; intervenne perché nell'erigendo quartiere romano di San Basilio una delle case popolari in costruzione (in realtà un gruppo di tre palazzine) avesse una pianta riproducente la parola «DUCE», così che fosse «leggibile» dagli aerei in transito.
Propose anche di istituire l'obbligo di concludere tutte le lettere private con la frase «Viva il DUCE», ma Mussolini, intuendo quale effetto sarebbe potuto scaturire nel caso di lettere non allegre, ad esempio di messaggi di condoglianze, oppure di comunicazioni poco gradevoli, categoricamente lo proibì, malgrado le sue insistenze. Fu invece d'accordo nell'iniziativa che prevedeva di lasciare le luci dello studio di palazzo Venezia accese tutta la notte, così che i passanti potessero immaginare che Mussolini stesse lavorando anche di notte, qualunque ora fosse; per non affondare nel ridicolo, però, pare che Mussolini incaricasse un commesso di spegnere comunque le luci dopo la mezzanotte.
Con la fase dell'autarchia, Starace sviluppò il progetto (già abbozzato da altri) di incrementare l'uso dell'orbace, una lana grezza e assai resistente prodotta in Sardegna, al posto dei tessuti tradizionali. Di orbace furono infatti le uniformi della Milizia e delle organizzazioni giovanili del regime.
Starace promosse inoltre una campagna per l'italianizzazione dei termini stranieri di uso comune. Tramite un concorso pubblico furono trovati termini di successo quali «tramezzino» per sandwich, «autorimessa» per garage, «pallavolo» per volley; a parte recuperare il termine «pallacorda» per il tennis, altre soluzioni furono infelici o di nessun mordente, quali «mescita» per bar (usato però oggi ancora come definizione di bevanda "sciolta" o al bicchiere), «coda di gallo» per il cocktail, «cialdino» per cachet, «arzente» per cognac. In una campagna di divieto della musica d'oltreoceano, il brano musicale St. Louis Blues dovette essere inciso dal cantante genovese Natalino Otto con il titolo «Le tristezze di San Luigi», mentre diversi personaggi dello spettacolo (come Renato Rascel o Wanda Osiris) dovettero modificare il proprio nome d'arte.
Ben presto Starace divenne bersaglio delle canzonature popolari. Nei suoi tempi fu noto un "bestiario fascista" che comprenderebbe "l'aquila, che è rapace; la lupa, che è vorace; l'oca, che è Starace". Per la sua cieca devozione a Mussolini fu chiamato Claretto Petacci. Anzi dopo la sua scomparsa, si diceva che fosse stato sepolto sotto una crudele epigrafe, con cui era canzonato quando era ancora in vita: Qui giace Starace / vestito di orbace, / di nulla capace. / Requiescat in pace.

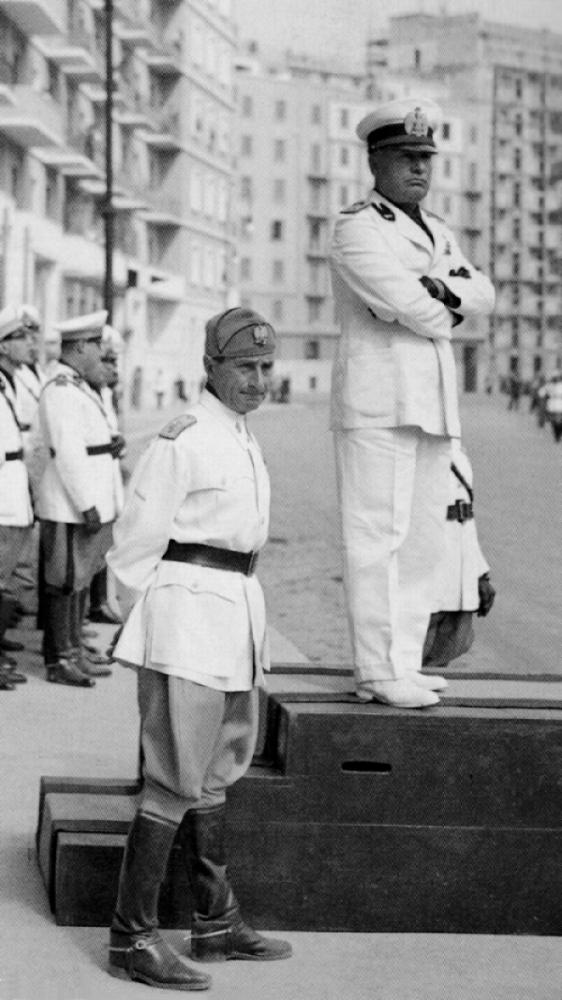
Starace e Mussolini in una foto del 1938

Lo storico Luigi Firpo scrisse di Starace: 
Una mente sottile, esercitata, perfida, che avesse voluto attirare sul regime la marea del ridicolo non avrebbe potuto operare con maggiore efficacia.»

## Opere
- La marcia su Gondar della colonna celere A.O. e le successive operazioni nella Etiopia occidentale, Arnoldo Mondadori Editore, Milano 1936

## Nei media
Achille Starace è interpretato da Fausto Russo Alesi ne Il cattivo poeta (2021) di Gianluca Jodice.

## Onorificenze
Medaglia di benemerenza per i volontari della campagna dell'Africa Orientale 1935-1936
 Medaglia commemorativa delle operazioni militari in Africa Orientale 1935–1936